# Mouvement des entreprises de France

Logo du MEDEF de 1998 à 2021.

Le Mouvement des entreprises de France (MEDEF) est une organisation patronale française fondée en 1998.
Ce syndicat patronal possède un poids significatif dans le débat social français, malgré une représentativité relative : au titre de la dernière mesure d'audience patronale réalisée en 2021 par le ministère du Travail, il représentait 125 929 entreprises employant plus de 9 367 164 salariés, soit une audience de 21,96 % au titre de l'audience entreprises (entreprises qui emploient ou non des salariés), 32,94 % au titre de l'audience employeurs (entreprises qui emploient au moins un salarié) et 66,32 % au titre de l'audience salariés (nombre total de salariés employés directement par les employeurs décomptés),,.

## Présentation
Créé le 27 octobre 1998, le Medef remplace le Conseil national du patronat français (CNPF). Son but est de représenter les entreprises françaises auprès de l'État et des organisations syndicales. 
En 2010, le Medef a reçu 12 millions d'euros de subventions publiques au titre de sa contribution aux organismes paritaires, soit 31 % de ses recettes. Son budget, en 2012, est de 37,8 millions d'euros.
Le président actuel, Patrick Martin, a été élu le 6 juillet 2023 et a pris ses fonctions le 17 juillet 2023,. Il succède à Geoffroy Roux de Bézieux.

### Histoire
- Si vous ne connaissez pas le sujet, laissez ce bandeau (vous pouvez alors contacter les auteurs).
- Si vous supprimez le contenu mis en cause (vous pouvez préalablement contacter les auteurs),

argumentez précisément cette suppression dans la page de discussion
(un manque de référence n'est pas un argument ; une recherche réelle de référence doit avoir été effectuée, être formellement documentée).

#### Mandat d'Ernest-Antoine Seillière

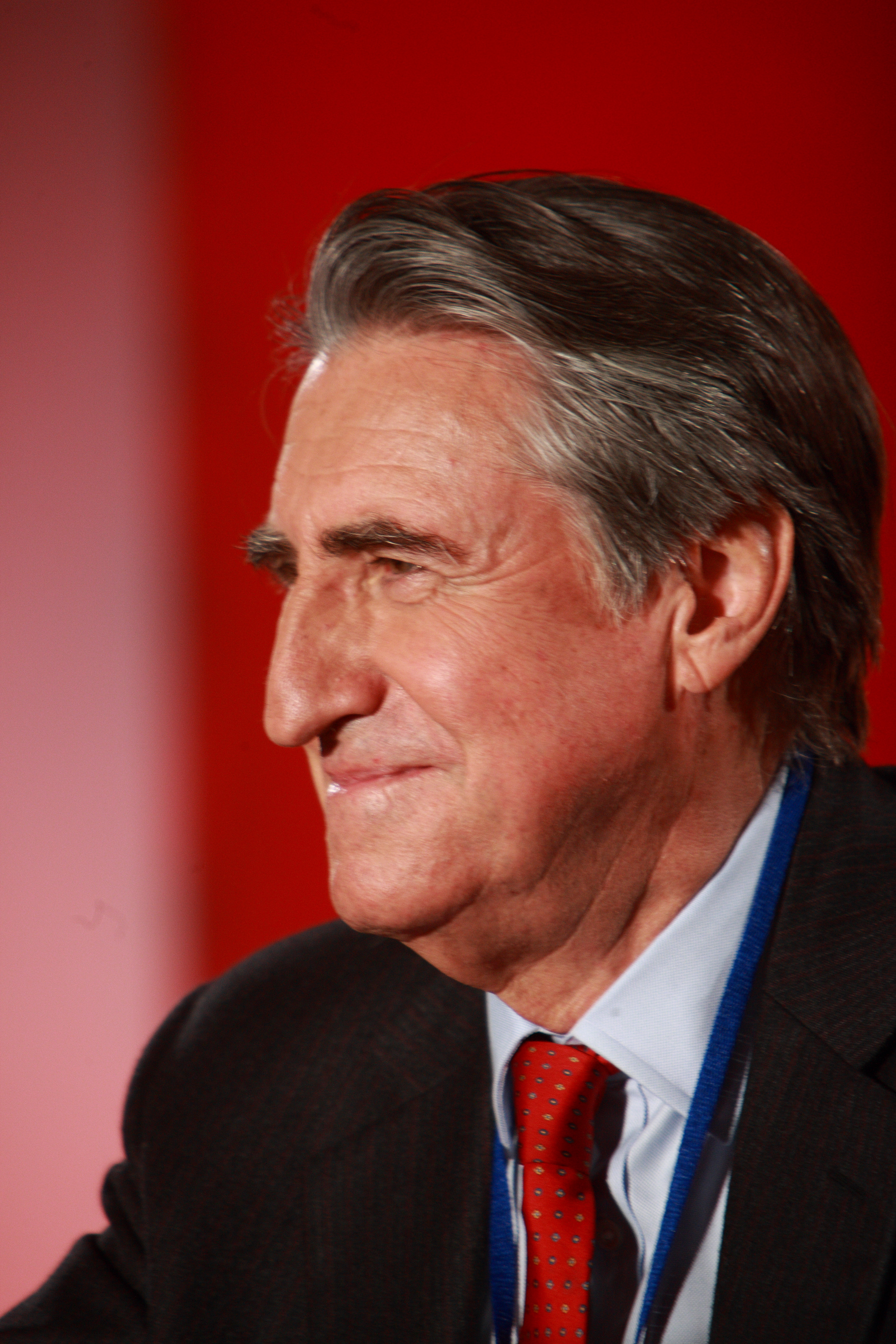
Ernest-Antoine Seillière (en 2008), premier président du Medef.

Vice-président du CNPF et membre du Conseil exécutif de 1988 à 1997, Ernest-Antoine Seillière en devient le président après la démission de Jean Gandois le 16 décembre 1997 avec 82 % des voix, à la suite de l'entrée en vigueur des 35 heures. Le 27 octobre 1998, entouré de 2 000 dirigeants d'entreprises françaises, il inaugure à Strasbourg le Mouvement des entreprises de France, qui succède à l'ancienne organisation patronale créée en 1946.
Depuis 1999, le Medef organise une université d'été chaque année.
Dans ses mémoires, Jacques Chirac explique que le patronat français fut hostile à sa décision de ne pas participer à l'invasion de l'Irak en 2003 : « Du MEDEF et de certains patrons du CAC 40 parviennent des messages où l’on me recommande de faire preuve de plus de souplesse à l’égard des États-Unis, sous peine de faire perdre à nos entreprises des marchés importants. Je me souviens du baron Seillière venant se faire l’interprète auprès de moi des doléances de ses pairs ».

#### Mandat de Laurence Parisot
Présidente de l'institut de sondages privé IFOP, Laurence Parisot est élue le 5 juillet 2005 à la majorité relative au premier tour avec 271 voix des 550 délégués du Medef (la majorité absolue se situant à 276 voix), contre 150 à Yvon Jacob, 85 à Hugues-Arnaud Mayer et 2 abstentions. Elle est réélue le 1er juillet 2010 pour 3 ans avec 93,85 % des voix.
Elle est élue avec le soutien de plusieurs fédérations professionnelles comme la banque, les assurances, la santé et le bâtiment, ainsi que celui d'Ernest-Antoine Seillière.
Au terme de son premier mandat, Laurence Parisot se présente à sa propre succession. Seule candidate, elle est réélue 1er juillet 2010 avec 93,85 % des voix.
Lors du congrès du Medef de 2013, Pierre Gattaz célèbre les « années magnifiques » du mandat de Laurence Parisot. Est notamment porté à son crédit son rôle pendant la crise économique, le dialogue social qu'elle a introduit dans l'organisation patronale, et ses idées devenues lois, comme la rupture conventionnelle ou la représentativité syndicale afin de rendre plus légitimes les représentants des salariés. Elle a aussi été la première à évoquer un report de l'âge de départ à la retraite pour réduire les déficits, a défendu la compétitivité des entreprises et a mis au point le nouveau code AFEP-Medef sur la rémunération des patrons. En sus de critiques misogynes auxquelles elle a dû faire face dans un monde entrepreneurial essentiellement masculin, il lui est toutefois reproché son « exercice solitaire du pouvoir » et « son inclination pour les sujets sociétaux (parité, diversité) » ; sa tentative de modifier les statuts à la veille du scrutin a également été critiquée.

#### Mandat de Pierre Gattaz

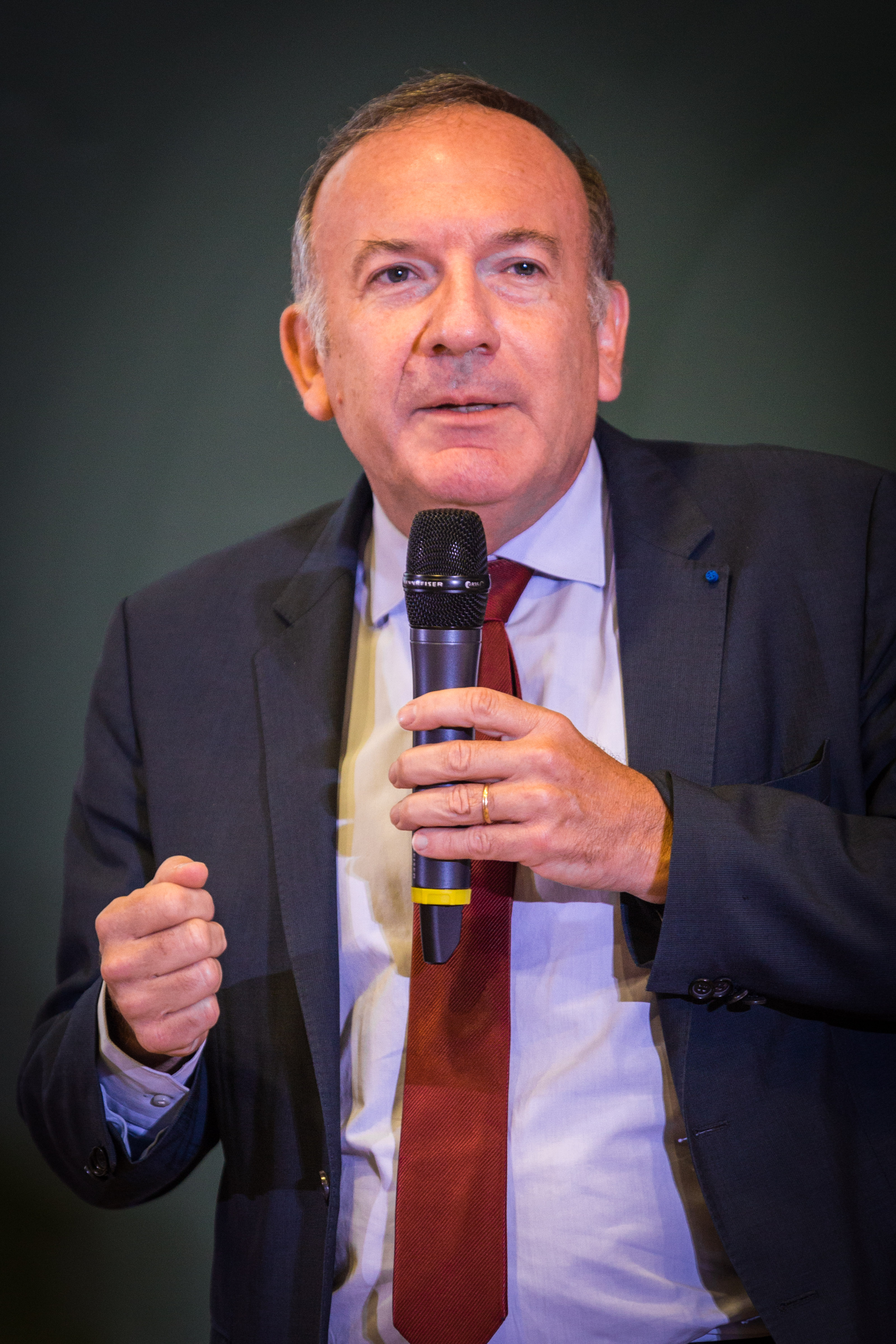
Pierre Gattaz, ancien président du Medef.

Pierre Gattaz est élu le 3 juillet 2013 au premier tour avec 95 % des voix.
En accédant à la présidence du Medef, il succède à Laurence Parisot, mais aussi à son propre père ; cofondateur de Radiall, Yvon Gattaz avait en effet présidé le CNPF, ancêtre du Medef, de 1981 à 1986. Et si son fils a fait prospérer l’entreprise familiale spécialisée dans la fabrication de composants pour l'aéronautique, ce diplômé de Télécom Bretagne n’était pourtant pas attendu à ce poste. Ce candidat « du terrain » comme il aime à s’appeler, a d’abord créé la surprise en battant le favori, Frédéric Saint-Geours, lors de la primaire. Il a ensuite affronté et écarté Laurence Parisot avant de devenir le favori. Il a ensuite fait campagne en prônant un « Medef de combat » avant d’assurer être un « fervent partisan » du dialogue social. Il souhaite en revanche durcir les positions du Medef à l’image de ses propositions sur la réforme des retraites : baisse des pensions, hausse de la durée de cotisation et report de l’âge légal.
Le mandat de Pierre Gattaz se déroule, comme celui de son père, sous un gouvernement socialiste. Contre toute attente, les gouvernements successifs de François Hollande accordent de nombreuses faveurs au Medef : crédit d’impôt pour la compétitivité et l’emploi (CICE) de 20 milliards d'euros par an, Pacte de responsabilité d'un montant de 41 milliards d'euros (montant jamais alloué aux entreprises par aucun gouvernement y compris de droite), modernisation du Crédit d'impôt recherche, allégements de cotisations sociales, ou encore la très contestée Loi El Khomri. Pourtant, Pierre Gattaz campe dans une position « de combat » contre le gouvernement, réclamant encore de nouvelles diminutions des cotisations sociales et la fin de l'impôt sur la fortune et de la loi sur la pénibilité du travail, au risque de diviser au sein même du Medef - au profit d'organisations concurrentes comme l'AFEP. Il est ainsi accusé par certains grands chefs d'entreprise français comme Christophe de Margerie d'écarter le Medef des objectifs de prospérité, d'innovation et de création d'emploi pour se focaliser sur la protection des intérêts personnels des patrons et investisseurs, notamment dans son combat contre ISF, qui selon l'ex-patron de Total a peu à voir avec le monde de l'entreprise,. Sa promesse de création d'« 1 million d'emplois » en cinq ans en échange des différents gestes accordés par le gouvernement se solde par un échec complet, la propre entreprise de Pierre Gattaz (Radiall) ne créant pas le moindre emploi malgré plusieurs millions d'euros d'aides d’État, entièrement reversées aux actionnaires. Le divorce entre la présidence Hollande et le Medef est donc consommé à l'approche de la campagne présidentielle 2017, pour laquelle le Medef se tourne résolument vers les candidats de droite.
En fin de mandat en 2018, Pierre Gattaz se dit dans les colonnes du Figaro « Très fier du travail accompli », et estime avoir « gagné le combat des idées », se réjouissant notamment de la création du CICE et de l'abandon de l'ISF. Cependant, une tribune du journal Le Monde dresse un bilan plus critique : il n'aurait pas réussi à changer l'image d'un Medef « geignard et vindicatif », demandant d'une main toujours moins de dépenses publiques pour les populations, mais de l'autre toujours plus d'aides de l’État pour les entreprises, tout en ne contribuant à aucune création d'emploi significative. Par son absence de dialogue social avec les syndicats, il aura poussé « à son paroxysme l’égocentrisme d’un patronat réduit à un rôle de lobby ringard ». Jean-Claude Mailly (ancien secrétaire général de FO) voit en lui « le président du Medef le plus rétrograde et le plus réactionnaire qui soit », et l'ex-président de la République François Hollande relève dans son livre Les Leçons du pouvoir « des comportements similaires au Medef et à la CGT » : « Cette incapacité à reconnaître un progrès même quand il est réel et cette facilité à ne l’imaginer qu’au détriment de l’autre, comme s’il n’y avait pas de gain sans perte, comme si le jeu était forcément à somme nulle ».

#### Mandat de Geoffroy Roux de Bézieux
Né le 31 mai 1962, Geoffroy Roux de Bézieux est élu à la tête du MEDEF le 3 juillet 2018 avec 284 voix soit 55,8 % des suffrages face à Alexandre Saubot (224 voix).
Il transforme en 2019 la traditionnelle université d’été du MEDEF en Rencontres des Entrepreneurs de France et la déplace de Jouy-en-Josas à l’Hippodrome de Longchamp, accueillant Nicolas Sarkozy, ou le Premier ministre Jean Castex qui y dévoile en août 2020 le plan de relance de 100 milliards d’euros.
En 2019, Geoffroy Roux de Bézieux déclare à propos de cet événement : « La REF est le symbole d’un MEDEF plus ouvert aux débats de société et à la société elle-même. Notre volonté a été de renouer avec le débat démocratique en invitant des politiques, des artistes, des intellectuels qui ne pensent pas comme nous ».
En 2019, il reforme la raison d’être de l'organisation « agir pour une croissance responsable».
Le 18 avril 2019, le Medef annonce sa volonté de repousser à 64 ans l'âge légal de départ à la retraite (contre 62 en 2019) avant 2028,,.
En mars 2020, en pleine crise sanitaire du Coronavirus, dans une lettre signée par Geoffroy Roux de Bézieux, le Medef exhorte à poursuivre impérativement la production en France. Une prise de position que le Medef justifie par le besoin de fournir aux soignants tous les outils pour endiguer la pandémie de Covid-19. Le Medef indique que pour réussir, tous les appareils productifs doivent être en marche en raison des interconnexions entre tous les secteurs. Il demande également « un moratoire » sur la mise en place de mesures environnementales, notamment dans la lutte contre le gaspillage et le recyclage.
En février 2021, il propose un « agenda économique et social autonome » aux partenaires sociaux.
Fin 2022, après les conclusions du Sommet Business Europe, Geoffroy Roux de Bézieux incite le patronat européen à réagir face aux conséquences de la crise énergétique et la poussée protectionniste des Américains avec l’Inflation reduction act (IRA).
Dans le cadre de son mandat, le président du MEDEF mène une politique de diplomatie économique afin de renforcer les liens entre différents pays. Geoffroy Roux de Bézieux s’est ainsi rendu notamment en Pologne pour renforcer la coopération européenne entre les entreprises, mais aussi dans d’autres pays européens et extra-européens.
En 2022, alors que le conflit en Ukraine a débuté, la REF accueille le président ukrainien Volodymyr Zelensky qui prononce le discours inaugural de l’événement. Ce dernier a exhorté les entreprises françaises à venir s’installer en Ukraine ; tout en appelant les entreprises du bâtiment à participer à la reconstruction des infrastructures nécessaires,,.
La présidence d'Emmanuel Macron permet au Medef d'obtenir satisfaction sur le report de l’âge de départ à la retraite, la baisse de la durée des indemnisations chômage, la réforme du Code du travail. Le gouvernement assume sa proximité avec l'organisation patronale, de nombreux ministres étant présents à son université d’été chaque fin du mois d’août.

### Structure

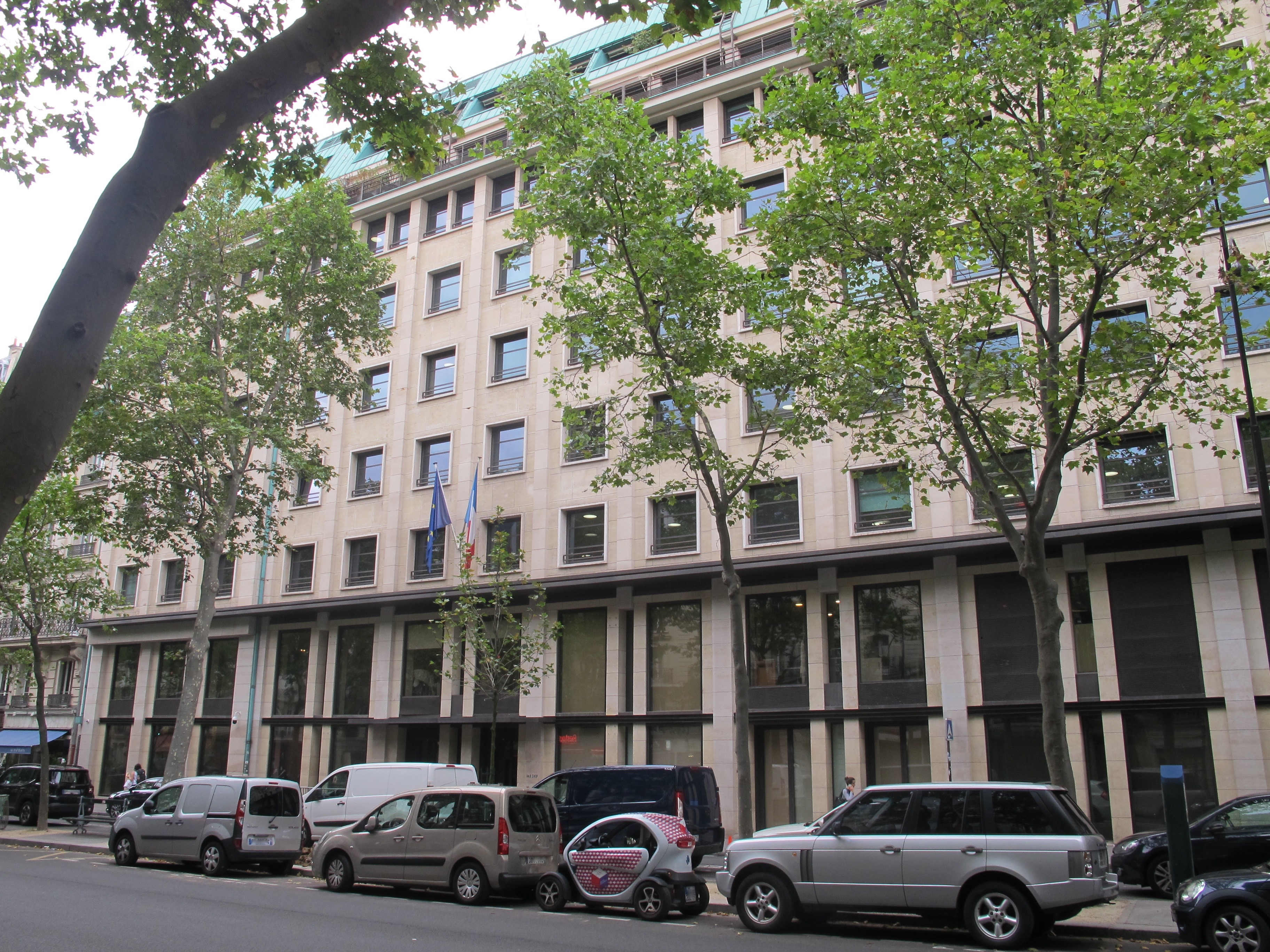
Siège du Medef au 55 avenue Bosquet (7e arrondissement de Paris).

Le Medef est une association loi de 1901 constituée sous forme de confédération entre les organisations professionnelles et territoriales d’entreprises (article 1 de ses statuts).
Son organisation possède plusieurs niveaux :
- Medef national ;
- Medef international, avec plusieurs organisations par zones, intelligence économique, soutien des entreprises à l'exportation ;
- Medef territorial : réseau de proximité composé de 97 MEDEF territoriaux, 9 MEDEF ultramarins et 13 MEDEF régionaux (qui sont tous des associations loi de 1901 indépendantes) répartis dans les départements, régions, DOM-TOM, etc. ;
- Réseau métier : 97 fédérations professionnelles adhérentes ;
- Medef Accélérateur d’Investissement (MAI) : plateforme en ligne créée par le Medef afin d'accélérer la croissance des PME, et leur permettre de trouver plus facilement des financements non bancaires[48]. Participent notamment des fonds comme Eiffel Investment Group, et des plateformes comme WeShareBonds.

Les instances nationales du Medef sont le conseil exécutif, le bureau, l'assemblée permanente, l'assemblée générale, le comité statutaire, le comité financier et le comité des mandats. Le conseil exécutif compte 51 membres.
La direction générale du MEDEF est assurée par Christophe Beaux depuis janvier 2020, succédant ainsi à Michel Guilbaud[source insuffisante].
Au niveau européen, le Medef est membre de BusinessEurope (anciennement l'Union des industries de la Communauté européenne - UNICE -). Sur le plan international, il est membre du conseil d’administration de l’Organisation internationale du travail (OIT).

#### Medef Paris
Le Medef Paris est l’organisation territoriale du Medef sur le territoire de la ville de Paris. Rassemblant 10 fédérations professionnelles et plus d’un millier de dirigeants d’entreprises de toutes tailles et secteurs confondus, le Medef Paris a pour principal objet de représenter et défendre les entreprises parisiennes sur le plan local et national. L’action du Medef Paris vise à développer l’attractivité économique de la Capitale et à encourager le développement d’activités responsables. Organisée sous la forme d’une association loi de 1901, le Medef Paris informe ses adhérents sur tous les aspects réglementaires régissant l’activité des entreprises. L’association oriente et accompagne les entreprises dans leurs échanges avec les organismes publics et les administrations au niveau local, régional (en lien avec le Medef Île-de-France) et national. Le Medef Paris organise des rencontres inter-entreprises. Le Medef Paris est dirigé par un Président élu pour trois ans au sein d’un Comité Exécutif comprenant jusqu’à 12 membres.

##### Mandat de Jean-Louis Schilansky (2010-2019)
En juin 2016, le Medef Paris pointe du doigt la piétonisation des quais de la rive droite parisienne,,. Ce projet augmenterait considérablement les trajets pour les travailleurs quotidiens. Le Medef estime une perte d’environ un million d’heures perdues chaque année pour l’économie en cas de réalisation du projet. Le président du Medef Paris explique ainsi que « la crue de la Seine fut un test grandeur nature des difficultés à venir ».
En novembre 2018, le Medef Paris porte la crainte des patrons face à l’augmentation des taxes sur les bureaux avec le projet du Grand Paris Express (vaste projet d’extension du réseau de transport public parisien). Cette nouvelle salve de taxes serait en effet un « très mauvais signal envoyé aux investisseurs » et à l’attractivité de Paris.
En octobre 2019, à l’occasion de la campagne des élections municipales à Paris, le Medef Paris présente une candidature symbolique à la mairie de Paris afin d’inscrire l’économie et l’attractivité de Paris dans les débats,,. Cette démarche a permis d’interpeller les candidats sur 3 mesures concrètes proposées par le Medef Paris, susceptibles de moderniser l’économie parisienne[réf. nécessaire] :
- le passage de tout Paris en ZTI « Zone touristique Internationale » permettant l’ouverture des commerces le dimanche ;
- l’ouverture d’espaces de coworking privés sur le parc foncier de la ville ;
- la création d’un comité de pilotage, composé de chefs d’entreprise et consultés sur toutes les décisions ayant un impact sur l’attractivité de Paris.

En décembre 2019, au milieu des grèves parisiennes, Le Medef Paris réclame le remboursement des versements transports pour les entreprises ainsi que des exonérations pour les commerçants ambulants,,,.

##### Mandat de Charles Znaty (depuis mars 2020)
En mai 2020, pour accompagner le déconfinement général décrété dans le cadre de la pandémie de COVID-19, le Medef Paris sous la présidence de Charles Znaty publie conjointement avec l'AFNOR, un guide proposé aux directions et aux salariés des entreprises pour les conseiller sur la reprise d’activité, aussi bien sur le plan économique que sanitaire,,. Réalisé par un collège d’experts[Qui ?], ce document propose des bonnes pratiques pour la gestion des risques. Ce guide préconise aux chefs d’entreprises de capitaliser sur les retours d'expérience acquis pendant la crise sanitaire, incite à l'évolution des méthodes de travail, ou encore à reconsidérer les décisions d'investissements (décalages ou non) pour privilégier le maintien de l’emploi.
En octobre 2020, Le Medef Paris se montre réticent à la mise en place généralisée du télétravail pour toutes les entreprises confondues.

#### Campagne 2013 pour la présidence

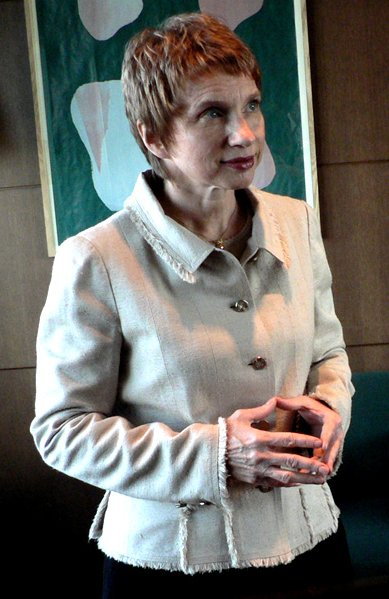
Laurence Parisot, présidente du Medef de juillet 2005 à juillet 2013.

La dernière élection pour la présidence du Medef a eu lieu le 3 juillet 2013 afin de désigner le successeur de Laurence Parisot qui arrivait au terme du second mandat autorisé par les statuts.
En janvier 2013, Laurence Parisot se porte néanmoins candidate à un troisième mandat, bien que les statuts ne le permettent pas : elle demande pour cela la saisine du comité statutaire du syndicat patronal pour étudier une réforme visant à harmoniser la durée des mandats à la tête de l'organisation ; elle souhaite ainsi établir deux mandats de cinq ans, ce qui prolongerait alors le sien jusqu’en 2015.
Pierre Gattaz s’y oppose et se déclare candidat à la succession ; d’autres « petits candidats », Geoffroy Roux de Bézieux, PDG de Virgin Mobile, et Patrick Bernasconi, président de la Fédération nationale des travaux publics, le sont également, mais seulement en cas de retrait de Laurence Parisot. Frédéric Saint-Geours, président de la puissante fédération patronale de la Métallurgie, s'y oppose néanmoins et brigue lui-même la tête de l'organisation. Le Conseil exécutif du Medef apporte son soutien à Geoffroy Roux de Bézieux.
Se déclarent officiellement comme candidats :
1. Hervé Lambel, le 28 août 2012[68]. Il est chef d'entreprise et cofondateur des Créateurs d'emplois et de richesse de France (Cerf)[69]. Père de l'exonération de charges et de la défiscalisation des heures supplémentaires, il est considéré comme l'outsider de la compétition et détonne par ses positions réformistes. Très actif sur les questions de lutte contre les défaillances d'entreprises et de représentativité, notamment patronale[70], il préconise la refondation du dialogue social et l'inversion de la hiérarchie des normes, ainsi que la transformation du Conseil Économique, Social et Environnemental (CESE). Il propose également de transformer la contrainte de l'ISF en opportunité, une simplification majeure de la collecte de la TVA visant à agir positivement sur la trésorerie des entreprises[71], la mise en place de nouveaux indicateurs pour un meilleur pilotage de la politique économique et sociale, le renforcement de l'action de la médiation (crédit, interentreprises, sociale…) et continue de porter l'idée du droit à l'erreur pour une administration plutôt conseillère que répressive[72]… Plusieurs de ses propositions seront reprises, soit par la nouvelle équipe, soit par les gouvernements[73],[74] ;
2. Jean-Claude Volot, industriel, le 15 octobre 2012[75]. Le 18 avril 2013, il retire sa candidature pour favoriser celle de Pierre Gattaz[76] ;
3. Thibault Lanxade, le 6 février 2013, à l'occasion du Salon des entrepreneurs[77]. PDG d'Aqoba, il est président de Positive Entreprise et de l'Afepame ;
4. Geoffroy Roux de Bézieux, dirigeant de Omea Telecom (Virgin Mobile) ;
5. Patrick Bernasconi, chef d'entreprise et président de la Fédération Nationale des Travaux Publics.

Le 28 mars 2013, la proposition de Laurence Parisot est rejetée par 22 voix pour, 22 contre et 1 abstention.
Le 13 juin 2013, à l'exception d'Hervé Lambel, tous les candidats retirent leur candidature et se rallient à Pierre Gattaz.

## Positionnements
Le Medef revendique une absence de positionnement politique : « Le Medef est non partisan, il ne porte aucun jugement, aucune opinion sur les candidats, il ne donne aucune consigne de vote, ne labellise personne » avait résumé Ernest-Antoine Seillière en 2002. Toutefois, certains de ses critiques soulignent que les propositions du Medef jouent un rôle de « réservoir d'idées » pour les partis de la droite gouvernementale.

### Campagnes présidentielles

#### 2002
Lors de la campagne présidentielle de 2002, Ernest-Antoine Seillière exprime son refus de « labelliser un candidat », tout en affirmant la volonté de l'organisation patronale de s'investir dans le débat public. Cette présence se traduit notamment par l'organisation de 7 forums nationaux destinés à diffuser l'idée des chefs d'entreprise. L'organisation prend cependant le contre-pied de mesures mises en œuvre par Lionel Jospin, notamment la mise en place des 35 heures et la loi de modernisation sociale.
À l'issue du premier tour, Ernest-Antoine Seillière prend parti contre Jean-Marie Le Pen, affirmant que « le programme présenté aux électeurs par le candidat du Front national dans le domaine économique et social provoquerait une régression économique profonde, une montée forte du chômage, une crise financière sans précédent, une poussée inflationniste, un appauvrissement de tous, des tensions sociales explosives ».

#### 2007
En 2007, le Medef a pris position sur l'élection présidentielle, en tant que conseiller des électeurs.
Ce positionnement s'est effectué après une réflexion de 14 mois. D'un point de vue politique, le Medef déclare les « prélèvements obligatoires » français trop importants, l'endettement de l'État excessif, le temps nominal travaillé annuellement par salarié trop faible (estimé à 1 450 heures par le Medef, pour un salarié français)[source insuffisante].
Les entrepreneurs du Medef condamnent une fois de plus la loi des 35 heures, pour le Medef, « les salariés veulent gagner plus, et les chefs d’entreprise souhaitent pouvoir distribuer plus de salaire net à leurs salariés, pour créer de la croissance donc de l’emploi. D’où l’importance de baisser les cotisations sociales »[source insuffisante]. Cette position est finalement compatible avec la proposition d'une autre organisation patronale, le Cerf, et portée par Nicolas Sarkozy, d'exonération des cotisations et de défiscalisation des heures supplémentaires que Laurence Parisot critique pourtant en page 95 de son livre Besoin d'air[source insuffisante]. Le Medef dénonce notamment « Les excès de la fiscalité, (et) les excès du Code du travail »[source insuffisante].
Laurence Parisot s'est opposée à Ségolène Royal (PS), notamment sur les 35 heures et les réductions fiscales dont bénéficient certaines entreprises en contrepartie de ce temps nominal de 35 heures, en particulier lors d'un débat dans l'émission télévisée France Europe Express.
Laurence Parisot a salué l'élection de Nicolas Sarkozy à la présidence de la République française en mai 2007. « Nous nous engageons à contribuer avec responsabilité et enthousiasme à l'écriture de la nouvelle page qui s'ouvre pour la France » a-t-elle écrit dans un télégramme de félicitations au nouvel élu.

#### 2012
En septembre 2011, Laurence Parisot, coauteur du livre Un piège Bleu Marine, déclare que « le programme économique de Marine Le Pen, c'est la ruine de notre pays », prenant ouvertement pour cible Marine Le Pen,. Ce à quoi Marine Le Pen a répondu « Avec des ennemis comme ça, on n'a pas besoin d'amis ! », considérant que l'opposition du grand patronat à son programme est un élément qui joue en sa faveur.
Au cours de la campagne, Laurence Parisot a loué le travail « extraordinaire » accompli par Nicolas Sarkozy durant son quinquennat, tout en se disant plus proche de François Hollande sur les questions sociales.

#### 2017
L'université d'été du Medef 2016 s'ouvre sur un appel du pied particulièrement clair aux candidats à la primaire de la droite et du centre : François Fillon, Nicolas Sarkozy, Bruno Le Maire et Alain Juppé. Malgré de nombreux gestes en faveur du Medef accordés par les gouvernements successifs de la présidence Hollande, l'année 2016 se termine par une opposition frontale du Medef contre le Parti socialiste, bien loin des tentatives de rapprochement observées en 2012 sous le gouvernement Ayrault.

#### 2022
Le 11 avril 2022, MEDEF apporte son soutien à la candidature d’Emmanuel Macron, qualifié la veille face à Marine Le Pen pour le second tour de l’élection présidentielle

### Négociations sociales

#### Accord du 11 janvier 2013
À l’hiver 2012-2013, sous la présidence de François Hollande, le Medef participe aux négociations avec les syndicats de salariés, qui aboutissent à un accord le 11 janvier 2013, portant notamment sur la flexibilité du travail et la sécurisation de l'emploi.

## Représentativité et rapports internes
Représentant au niveau national de l'ensemble des secteurs (industrie, commerce, services), le Medef est habilité à engager ses membres par la signature d'accords collectifs interprofessionnels.
Composée de fédérations représentant différents domaines d'activités, l'organisation patronale connaît des luttes d'influence entre ses différentes composantes. L'Union des industries et métiers de la métallurgie (UIMM), première fédération au sein du Medef, y joue un rôle prépondérant.
À cet égard, l’arrivée de Laurence Parisot en 2005 provoque un changement important : « Candidate avec le soutien du secteur des services financiers, elle est la seule à avoir été élue sans l’appui des branches industrielles et avant tout de l’UIMM » note Cornelia Woll. L'affaire de l'UIMM, aux ressorts complexes, traduit cette opposition de longue date entre organisations de service et groupes industriels au sein de l'organisation patronale.
La question de la représentativité patronale reste posée, tant en interne, comme l'illustre la décision fin 2009 de l'Association nationale des industries alimentaires de se désaffilier du Medef, qu'en externe, par la mise en cause directe par les représentants des syndicats de salariés (tel François Chérèque en 2010) ou des mouvements spontanés comme les « Pigeons ».
L'évolution du mode d'élection, qui pourrait aller vers une désignation des conseillers prud'hommes, devrait, à l'échéance de 2015, reposer la question de la représentativité du Medef par rapport aux autres syndicats patronaux (Confédération des petites et moyennes entreprises (CGPME), Union professionnelle artisanale, Employeur de l'économie sociale, etc.). Un rapport présentant ces différentes hypothèses a été remis au gouvernement le 23 octobre 2013 par le directeur général du travail.
Ce syndicat patronal possède un poids significatif dans le débat social français, malgré une représentativité assez faible relative (moins de 8 % de patrons syndiqués) selon plusieurs sources,.

## Activité de lobbying

### En France
Le Medef est inscrit comme représentant d'intérêts auprès de l'Assemblée nationale. Il déclare à ce titre en 2012 un budget global de 37 850 000 euros et indique que les coûts annuels liés aux activités directes de représentation d'intérêts auprès du Parlement se montent à 600 000 euros. Le Medef de l'Est parisien est également inscrit comme représentant d'intérêt et déclare en 2013 que ses coûts de représentation auprès du Parlement sont compris entre 20 000 et 30 000 euros.
Pour l'année 2018, le Medef déclare à la Haute Autorité pour la transparence de la vie publique exercer des activités de lobbying en France pour un montant compris entre 1 000 000 et 1 250 000 euros.
En matière de fiscalité, le Medef produit des projets d’amendements qu'il fournit à des députés LR et Modem qui n'ont alors plus qu’à ajouter leurs noms en haut du formulaire.
En avril 2020, le député Matthieu Orphelin écrit à plusieurs organismes, dont le Medef, pour leur demander des comptes sur leurs « actions de lobbying pendant la crise du coronavirus », pointant des actions concertées avec le Comité des constructeurs français d'automobiles, l’Association française des entreprises privées (Afep), l’Association internationale du transport aérien (Iata) et visant à annuler ou retarder des normes environnementales.

### Auprès des institutions de l'Union européenne
Le Medef est inscrit depuis 2009 au registre de transparence des représentants d'intérêts auprès de la Commission européenne. Il déclare en 2014 pour cette activité 5 collaborateurs à temps plein et des dépenses d'un montant compris entre 700 000 et 800 000 euros.
Bibliographie : Michel Offerlé, Les patrons des patrons, Histoire du Medef, Odile Jacob, 2013.

## Liste des dirigeants
| Identité                              | Période        | Période        | Durée            |
| Identité                              | Début          | Fin            | Durée            |
| ------------------------------------- | -------------- | -------------- | ---------------- |
| Ernest-Antoine Seillière (né en 1937) | décembre 1997  | 5 juin 2005    | 7 ans et 6 mois  |
| Laurence Parisot (née en 1959)        | juin 2005      | 2013           | 8 ans            |
| Pierre Gattaz (né en 1959)            | 2013           | 3 juillet 2018 | 5 ans            |
| Geoffroy Roux de Bézieux (né en 1962) | 3 juillet 2018 | 6 juillet 2023 | 5 ans et 3 jours |
| Patrick Martin (né en 1960)           | 6 juillet 2023 |                |                  |